# 皮埃尔·热尔韦
皮埃尔·热尔韦（法語：Pierre Gervais，？—？），法国男子帆船运动员。他曾代表法国参加1900年夏季奥林匹克运动会帆船比赛，获得一枚金牌和一枚铜牌。